# Prima Lega 2019-2020 (calcio femminile)
La Prima Lega 2019-2020, campionato svizzero femminile di terza serie. 
La stagione, dopo essere regolarmente iniziata il 17 agosto 2019, è stata interrotta dopo la 11ª giornata (fine girone di andata) a causa della pandemia di COVID-19 e infine annullata non proseguendola nel girone di ritorno. Come decretato dall'ASF/SFV con il comunicato del 30 aprile 2020 i titoli di promozione e retrocessione non sono stati assegnati.

## Formula
Il campionato continua il formato a singola fase introdotto nella stagione precedente. Le ventiquattro squadre partecipanti sono state suddivise su due gironi e si sono affrontate in un singolo girone all'italiana con partite di andata e ritorno, per un totale di 22 giornate. 
Secondo quanto inizialmente previsto, la squadra prima classificata di ogni girone sarebbe stata promossa in categoria superiore, mentre le ultime tre classificate venivano retrocesse in Seconda Lega cantonale.

## Gruppo 1

### Classifica finale
|  | Pos. | Squadra                | Pt | G  | V  | N | P | GF | GS | DR  |
|  | ---- | ---------------------- | -- | -- | -- | - | - | -- | -- | --- |
|  | 1.   | Küssnacht am R.        | 31 | 11 | 10 | 1 | 0 | 37 | 7  | +30 |
|  | 2.   | Erlinsbach             | 26 | 11 | 8  | 2 | 1 | 29 | 14 | +15 |
|  | 3.   | Sion                   | 24 | 11 | 7  | 3 | 1 | 30 | 13 | +17 |
|  | 4.   | Servette Chênois 2     | 23 | 11 | 7  | 2 | 2 | 21 | 7  | +14 |
|  | 5.   | Old Boys Basilea       | 17 | 11 | 5  | 2 | 4 | 19 | 15 | +2  |
|  | 6.   | Vuisternens/Mézières 1 | 16 | 11 | 5  | 1 | 5 | 29 | 25 | +4  |
|  | 7.   | Courgevaux 1           | 15 | 11 | 5  | 0 | 6 | 32 | 22 | +10 |
|  | 8.   | Baar 1                 | 13 | 11 | 4  | 1 | 6 | 25 | 30 | -5  |
|  | 9.   | Gr.Féminin Vallée A    | 7  | 9  | 2  | 1 | 6 | 13 | 39 | -26 |
|  | 10.  | Schwyz                 | 4  | 10 | 1  | 1 | 8 | 9  | 26 | -17 |
|  | 11.  | Pied du Jura           | 2  | 9  | 0  | 2 | 7 | 4  | 22 | -18 |
|  | 12.  | Bremgarten 1           | 2  | 10 | 0  | 2 | 8 | 5  | 33 | -28 |

Legenda:
Campionato sospeso e annullato.
Note:
Tre punti a vittoria, uno a pareggio, zero a sconfitta.
- Punti conquistati.
- Minor numero di punti di penalizzazione nella graduatoria di disciplina (R.G. art. 48).

### Risultati

#### Tabellone
|                      | Baa  | Bre  | Cou  | Erl  | GFV  | Küs  | Old  | Pie  | Sch  | Ser  | Sio  | Vui  |
| -------------------- | ---- | ---- | ---- | ---- | ---- | ---- | ---- | ---- | ---- | ---- | ---- | ---- |
| Baar 1               | –––– | 2-0  | 3-5  |      | 6-2  |      | 1-1  | 2-1  |      |      |      | 4-6  |
| Bremgarten           |      | –––– |      | 1-2  |      | 0-6  |      | 1-1  | 1-3  | 0-4  | 1-1  |      |
| Courgevaux 1         |      | 7-0  | –––– | 2-3  | 2-3  |      |      |      | 5-2  |      | 1-3  |      |
| Erlinsbach           | 3-2  |      |      | –––– |      | 1-2  | 3-1  |      |      | 2-1  |      | 2-1  |
| Gr.Féminin Vallée A  |      |      |      | 2-8  | –––– | 0-8  |      |      | 2-0  |      | 2-4  |      |
| Küsnacht a/R.        | 5-2  |      | 3-1  |      |      | –––– | 3-0  |      |      | 1-0  |      | 3-0  |
| Old Boys Basilea     |      | 3-0  | 2-0  |      | 6-0  |      | –––– |      | 2-0  |      | 0-3  |      |
| Pied du Jura         |      |      | 0-5  | 0-0  |      | 1-2  | 0-2  | –––– |      |      |      |      |
| Schwyz               | 0-1  |      |      | 1-4  |      | 1-3  |      |      | –––– | 0-0  |      | 1-3  |
| Servette Chênois 2   | 3-1  |      | 1-0  |      | 3-0  |      | 0-0  | 4-1  |      | –––– |      | 2-1  |
| Sion                 | 4-1  |      |      | 1-1  |      | 1-1  |      | 3-0  | 5-1  | 1-3  | –––– |      |
| Vuisternens/Mézières |      | 4-1  | 2-4  |      | 2-2  |      | 5-2  | 3-0  |      |      | 2-4  | –––– |

## Gruppo 2

### Classifica finale
|  | Pos. | Squadra             | Pt | G  | V  | N | P | GF | GS | DR  |
|  | ---- | ------------------- | -- | -- | -- | - | - | -- | -- | --- |
|  | 1.   | Balerna             | 33 | 11 | 11 | 0 | 0 | 33 | 11 | +22 |
|  | 2.   | Staad 1             | 30 | 11 | 10 | 0 | 1 | 41 | 10 | +31 |
|  | 3.   | Oerlikon/Polizei 1  | 24 | 11 | 8  | 0 | 3 | 35 | 15 | +20 |
|  | 4.   | Winterthur 1        | 20 | 11 | 6  | 2 | 3 | 24 | 13 | +11 |
|  | 5.   | Blue Stars Zurigo 1 | 17 | 11 | 5  | 2 | 4 | 16 | 18 | -2  |
|  | 6.   | Appenzell 1         | 17 | 11 | 5  | 2 | 4 | 32 | 31 | +1  |
|  | 7.   | Wil 1900 1          | 14 | 11 | 4  | 2 | 5 | 18 | 18 | 0   |
|  | 8.   | Kloten              | 9  | 11 | 2  | 3 | 6 | 16 | 32 | -16 |
|  | 9.   | Gambarogno          | 8  | 11 | 2  | 2 | 7 | 16 | 27 | -11 |
|  | 10.  | Bühler              | 7  | 11 | 2  | 1 | 8 | 17 | 27 | -10 |
|  | 11.  | Appenzell 1         | 6  | 11 | 1  | 3 | 7 | 17 | 35 | -18 |
|  | 12.  | SüdOst Zurigo       | 4  | 11 | 1  | 1 | 9 | 12 | 40 | -28 |

Legenda:
Campionato sospeso e annullato.
Note:
Tre punti a vittoria, uno a pareggio, zero a sconfitta.
- Punti conquistati.
- Minor numero di punti di penalizzazione nella graduatoria di disciplina (R.G. art. 48).

### Risultati

#### Tabellone
|                    | Alt  | App  | Bal  | Blu  | Büh  | Gam  | Klo  | Oer  | Sta  | Süd  | Wil  | Win  |
| ------------------ | ---- | ---- | ---- | ---- | ---- | ---- | ---- | ---- | ---- | ---- | ---- | ---- |
| Altstetten         | –––– | 3-3  | 0-3  |      |      | 3-3  | 2-2  |      | 0-5  |      | 1-4  |      |
| Appenzell 1        |      | –––– |      |      |      | 2-1  |      | 3-1  | 1-4  |      | 1-3  |      |
| Balerna            |      | 5-2  | –––– | 4-1  | 2-1  | 5-1  |      |      |      |      | 2-0  | 2-1  |
| Blue Stars 1       | 2-0  | 2-5  |      | –––– |      |      |      |      | 0-3  | 3-0  | 0-0  |      |
| Bühler             | 6-4  | 2-4  |      | 0-1  | –––– |      | 2-2  |      |      | 1-3  |      | 2-3  |
| Gambarogno         |      |      |      | 1-2  | 0-1  | –––– | 1-3  |      |      | 2-0  |      | 1-1  |
| Kloten             |      | 1-7  | 0-1  | 1-2  |      |      | –––– |      |      | 4-0  | 1-1  |      |
| Oerlikon/Polizei 1 | 5-0  |      | 0-2  | 3-2  | 2-1  | 7-2  | 7-0  | –––– |      |      |      | 1-0  |
| Staad 1            |      |      | 2-3  |      | 3-0  | 3-2  | 5-2  | 4-1  | –––– |      |      | 4-0  |
| SüdOst Zurigo      | 0-4  | 4-4  | 3-4  |      |      |      |      | 1-5  | 0-5  | –––– | 1-4  |      |
| Wil 1              |      |      |      |      | 3-1  | 0-2  |      | 0-3  | 1-3  |      | –––– |      |
| Winterthur 1       | 2-0  | 5-0  |      | 1-1  |      |      | 4-0  |      |      | 4-0  | 3-2  | –––– |